# Matthew Denny
Matthew Denny, född 2 juni 1996, är en australisk friidrottare. Han deltog vid olympiska sommarspelen 2016 och olympiska sommarspelen 2020. Vid OS 2024 tog han brons i diskuskastning.